# Vil Radio
Vil Radio war ein privater Hörfunksender, der im Großraum Nürnberg (Mittelfranken und angrenzende Regionen) zu hören war. Der Programmschwerpunkt lag im Bereich deutschsprachiger Musik aller Stilrichtungen.
Im Oktober 1995 nahm Vil Radio mit Sitz in Nürnberg im Kabelnetz und im digitalen DAB den Sendebetrieb auf, erst später folgte die Verbreitung über UKW. Im Vorfeld der Abschaltung des Senders verwies der Moderator und Inhaber des Senders, Matthias Lenardt, darauf, dass er das Radio als eine Art der Lebensberatung verstehe und er selbst seinen Dienst des Mentorings bzw. Coachings künftig vom Radio auf den direkten Kontakt verlagern wolle.

## Programm

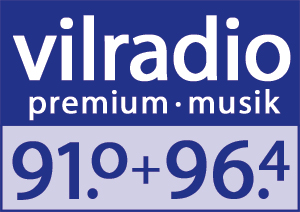
Altes Logo des Senders

Als Programmformat gab die BLM an: „breites Spektrum aus allen Musikrichtungen: Instrumental, zeitgenössischer Pop, Jazz, Classics, Soul and Blues, Rock, latein-amerikanische Rhythmen, Folklore“. Zielgruppe waren damit die 20- bis 68-jährigen Radiohörer.
Anfang 2014 wurde das Programmkonzept erweitert. Ohne auf das alte Programmkonzept ganz zu verzichten, kam mit deutschsprachiger Musik von volkstümlich bis Rock ein neuer Programmschwerpunkt hinzu. Der Sender beschrieb sein musikalisches Profil mit „Abwechslung ohne Titelwiederholungen innerhalb eines Tages.“ Zum redaktionellen Teil des Programms gehörten Meldungen, die u. a. Kultur und Wissenschaft umfassen und eine positive Einstellung ohne „Negativ- und Schreckensmeldungen.“ Hinzu kam eine Zusammenarbeit mit regionalen Bands, für die sich der Sender als Produktions- und Programmplattform angeboten hatte.

Ein zweiter Livestream vilradio – International wurde mit dem Schwerpunkt auf internationale Musik ausschließlich im Internet verbreitet.

## Empfang
Das Programm wurde über die UKW-Frequenzen 91,0 MHz mit 0,5 kW ERP und 96,4 MHz mit 1 kW ERP gesendet. Eine Besonderheit war, dass das Programm aus Nürnberg über UKW nicht, wie die übrigen Lokalsender, vom Nürnberger Fernmeldeturm aus von Media Broadcast verbreitet wurde, sondern über eine private Sendeanlage, die in Fürth neben der Sparkassenhauptstelle nordwestlich des Hauptbahnhofs steht. Über beide Frequenzen wurde das Programm von dort in unterschiedlichen Abstrahlwinkeln gesendet.
Seit Ende April 1999 wurde Vil Radio als eines der fünf ersten Programme in Bayern über DAB im Regelbetrieb verbreitet, damals allerdings noch im reichweitenschwachen L-Band. Später war Vil Radio über DAB+ im Band III auf Kanal 10C vom Nürnberger Fernmeldeturm im ganzen Großraum Nürnberg, d. h. weiten Teilen Mittelfrankens und dem angrenzenden Oberfranken bis etwa Forchheim zu hören. Am 16. März 2015 wurde das Programm über den Verbreitungsweg DAB+ abgeschaltet, die UKW-Abschaltung folgte am 1. April. Die UKW-Frequenzen wurden Star FM Nürnberg (96,4 MHz) und egoFM (91,0 MHz) zugewiesen.
Weiterhin war das Programm als Webradio und in den örtlichen Kabelnetzen zu hören.